# Bioturbazione

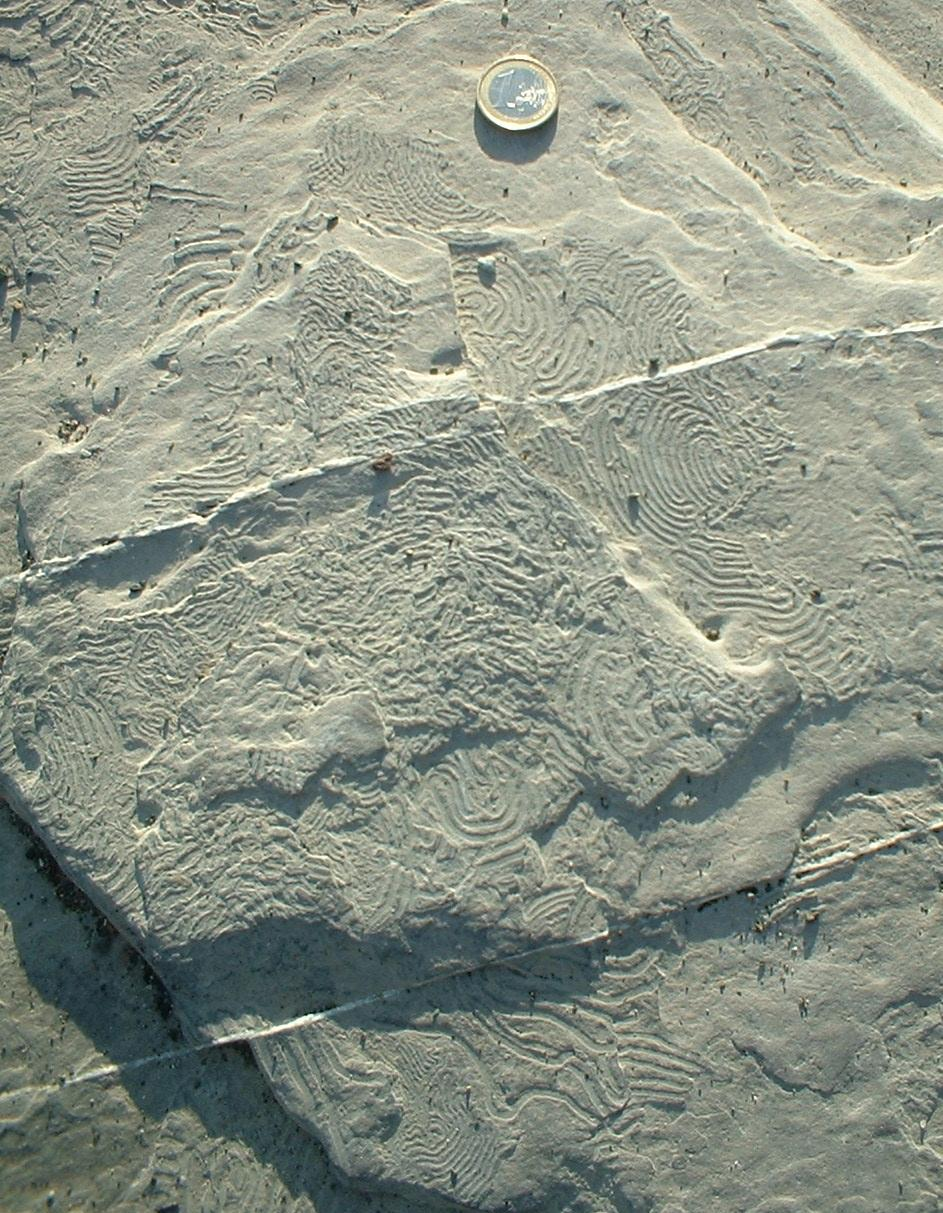
Helminthoidea labirintica.

Per bioturbazione s'intende, in sedimentologia e in paleontologia, il risultato dell'azione degli organismi viventi entro i sedimenti o presso l'interfaccia acqua-sedimento o aria-sedimento. I processi biologici, chimici e fisici conseguenti all'azione di questi organismi possono portare all'alterazione, alla deformazione e alla distruzione di strutture inorganiche dei sedimenti stessi (stratificazione, laminazione ecc.), fino all'omogeneizzazione completa del sedimento.

## Ambienti di formazione
Si possono rinvenire bioturbazioni in ambiente marino, lacustre, fluviale, subaereo.
L'intensità della bioturbazione dipende dalle condizioni ambientali del fondale o del suolo. I fattori che la controllano sono gli stessi che determinano la proliferazione degli organismi viventi: ossigenazione, disponibilità di cibo, salinità delle acque, tasso di sedimentazione.
L'assenza di bioturbazione può dipendere da:
- Condizioni ambientali che impediscono o rendono difficile la vita sul fondale:
  - assenza di ossigeno (anossia)
  - salinità estrema o molto variabile
  - elevato tasso di sedimentazione
- condizioni fisiche ambientali distruttive nei confronti di tracce lasciate da organismi
  - mobilità del substrato
  - fenomeni erosivi

## Classificazione
Le strutture di bioturbazione sono oggetto di studio da parte dell'icnologia, disciplina scientifica che si articola nella neoicnologia (che ne fa oggetto di studio nei sedimenti attuali) e nella paleoicnologia (che studia queste strutture nei sedimenti fossili). Le strutture di bioturbazione sono classificate secondo le regole della nomenclatura zoologica, indipendentemente dagli organismi che le hanno prodotte (cui del resto nella maggior parte dei casi sono difficilmente collegabili).
Si tratta fondamentalmente di due tipologie di strutture:
- tane: strutture generalmente a galleria, sia verticali che orizzontali rispetto alla superficie del sedimento;
- tracce fossili: impronte solitamente derivanti dal movimento e dalla locomozione di organismi viventi; possono essere delle forme più svariate e si sviluppano di solito sull'interfaccia acqua-sedimento.

Anche nel caso in cui non siano noti gli organismi la cui attività ha generato le tracce fossili, è spesso possibile fare ipotesi su questi ultimi in base alla morfologia delle strutture, comparando con esempi attuali noti e studiati.

## Icnofacies
L'associazione delle strutture di bioturbazione rinvenute in un sedimento si dice icnofacies. Le icnofacies (specialmente quando le strutture di bioturbazione sono collegabili agli organismi origine) offrono importanti indicazioni di tipo paleoecologico: l'icnofacies è per esempio relazionabile con la paleobatimetria dei sedimenti e con le condizioni ambientali e di energia al fondo. Le indicazioni derivate dall'icnofacies sono affidabili anche in quanto questa per sua natura non può essere alloctona rispetto al substrato in cui si trova.